# Списък на коптските папи
Списък на коптските папи
Следните са патриарси и папи на Коптската православна църква на стола на Свети Марко в Александрия, Египет.
Патриарсите преди Схизмата са в Списъка на православните патриарси на Александрия.
- Петър III Монгос (477–489)
- Атанасий II Келетес (489–496)
- Йоан I (496–505)
- Йоан II (505–516)
- Диоскор II (516–517)
- Тимотей III (517–535)
- Теодосий I (535–566)
- Доротей (565–580)
- Дамиан (578–607)
- Анастасий (607–619)
- Андроник (619–654 ?)
- Бенямин I (622-661 ?)
- Агатон (654–673 ?)
- Йоан III (681–689)
- Исаак (689–692)
- Симеон I (692–700)
- Александър II (702–729)
- Козма I (729–730)
- Теодор II (730–742)
- Микаел I (743–767)
- Мина I (767–775)
- Йоан IV (776–799)
- Марк II (799–819)
- Яков (Якуб) (819–830)
- Симеон II (830)
- Юсаб I (831–849)
- Каил II (849–851)
- Козма II (851–858)
- Шенуда I (859–880)
- Каил III (880–907)
- Гавриил I (910–921)
- Козма III (921–933)
- Макари I (933–953)
- Теофелий (953–956)
- Мина II (956–974)
- Абрахам (975–978)
- Филотей (979–1003)
- Захария (1004–1032)
- Шенуда II (1032–1046)
- Кристосол (1047–1077)
- Кирил II (Кирел) (1078–1092)
- Михаил IV (1092–1102)
- Гавриил II (1102–1128)
- Михаил V (1145–1146)
- Йоан V (1146–1166)
- Марк III (1166–1189)
- Йоан VI (1189–1216)
- Кирил III (1235–1243)
- Атанасий (1250–1261)
- Йоан VII (1261–1268)
- Гавриил III (1268–1271)
- Йоан VII (1271–1293)
- Теодосий III (1293-1300)
- Йоан VIII (1300-1320)
- Йоан IX (1320–1327)
- Бенямин II (1327–1339)
- Петър V (1340–1348)
- Марк IV (1348–1363)
- Йоан X (1363–1369)
- Гавриил IV (1370–1378)
- Матей I (1378–1408)
- Габриел V (1408–1427)
- Йоан XI (1428–1453)
- Матей II (1453–1466)
- Гавриил VI (1466–1475)
- Микаил IV (1475–1477)
- Йоан XII (1480–1483)
- Йоан XIII (1483–1524)
- Гавриил VII (1526–1569)
- Йоан XIV (1573–1589)
- Гавриил VIII (1590–1601)
- Марк V (1610–1621)
- Йоан XV (1621–1631)
- Матей III (1631–1645)
- Марк VI (1645–1660)
- Матей IV (1660–1676)
- Йоан XVI. (1676–1718)
- Петър VI (1718–1726)
- Йоан XVII (1727–1745)
- Марк VIII (1745–1770)
- Йоан XVIII (1770–1797)
- Марк IX (1797–1810)
- Петър VII (1810–1854)
- Кирил IV (1854–1861)
- Димитрий II (1862–1870)
- Кирил V (1874–1927)
- Йоан XIX (1929–1942)
- Макарий III (1944–1945)
- Юсаб II (1946–1956)
- Кирил VI (1959–1971)
- Шенуда III (1971–2012)
- Теодор II (2012–…)